# Atylidae
Atylidae is een familie van vlokreeften. De wetenschappelijke naam van de familie werd voor het eerst geldig gepubliceerd in 1865 door Wilhelm Lilljeborg.

## Taxa
De familie bevat de volgende onderfamilies en geslachten:
- Anatylinae Bulyčeva, 1955
  - Anatylus Bulycheva, 1955
  - Kamehatylus JL Barnard, 1970
- Atylinae Lilljeborg, 1865
  - Atylus Leach, 1815
- Nototropiinae Bousfield & Kendall, 1994
  - Aberratylus Bousfield & Kendall, 1994
  - Nototropis Costa, 1853

Het geslacht Atyloides behoort niet tot een onderfamilie, maar staat direct onder de familie ingedeeld.